# Palau Ducal de Sogorb
L'Ajuntament de Sogorb, antic Palau Ducal de Sogorb, és un edifici catalogat com a Bé de Rellevància Local, amb número d'identificació 12.07.104-013.

## Història
La Casa Ducal de Segorbe neix de la Casa Reial d'Aragó, en concret de casa de Trastàmara, llinatge que va arribar al tron del regne a 1412, fruit del conegut "Compromís de Casp", pel qual es proclama Rei l'infant castellà Ferran d'Antequera, que va passar a cridar-se Fernando I. Era el segon fill de Joan I de Castella i de Leonor d'Aragó, que, al seu torn, era germana del difunt rei Martí l'Humà. Amb aquest Compromís de Calp es va posar fi a dos anys de disputes violentes després de la mort, sense deixar hereu, de l'anterior monarca, últim rei d'Aragó de la Casa de Barcelona.
El primer senyor de Sogorb de la Casa de Trastàmara va ser el tercer fill home de Ferran I d'Aragó, l'Infant Enric, el qual va rebre, en 1436, de mans del seu germà, i hereu al tron, Alfons V el Magnànim els drets senyorials sobre un territori de l'Alt Palància que des del segle xiii, poc després de la seva incorporació a la Corona d'Aragó, havia estat alienat del patrimoni reial per constituir un estat feudal emprat per la Casa de Barcelona com infantado.
L'antic palau Ducal va ser construït en la primera meitat del segle xvi, de fet entre 1522 i 1562, pel Segon Duc de Sogorb i Medinaceli, Alfons d'Aragó i de Sicília, per a ser utilitzat com a residència. Va ser adquirit per Ajuntament a 1864, i ha estat utilitzat com a Casa Consistorial a partir d'aquest moment, sent restaurada a mitjan segle xx.

## Descripció
A l'interior del palau, actual Ajuntament, es poden veure tres portades de marbre i jaspi, les quals venen de la Cartoixa de Valldecrist d'Altura.
A més cal destacar els sostres enteixinats del saló de sessions, datats del segle XIV i d'estil mudèjar, que presenten cassetons octogonals i estrelles de quatre puntes. A la planta baixa destaca un altre enteixinat, amb cassetons quadrats tipus italià i estrelles en punta de diamant. També diverses portes d'aquest edifici sobresurten pels seus traçats de llaceries mudèjars. Està situat a la plaça de l'Aigua Neta.
Per accedir al primer pis s'utilitza una àmplia escalinata que presenta com a adorn central l'escut dels ducs de Sogorb.